# 安達曼環蛇
安達曼環蛇（學名：Bungarus andamanensis）是一種有毒的蛇，主要分佈於印度的安達曼群島。這種蛇喜歡在夜間活動。

## 外部連結
- Andaman & Nicobar Snakes上的安達曼環蛇